# المنجر (الرضمة)

تعديل مصدري - تعديل

المنجر هي إحدى قرى عزلة بني قيس بمديرية الرضمة التابعة لمحافظة إب، بلغ تعداد سكانها 416 نسمة حسب تعداد اليمن لعام 2004.